# کوسامو
کوسامو (به لاتین: Kuusamo) یک شهرک در فنلاند است که در اوستروبوتنیای شمالی واقع شده‌است.
جمعیت این شهر در سال ۲۰۱۴ میلادی ۱۵٬۸۱۴ نفر بوده است